# Enrique Enériz Arriazu
Enrique Enériz Arriazu, conocido como "Enériz" (Ablitas, Navarra, 29 de abril de 1972), es un exjugador de fútbol que militó durante la mayor parte de su carrera deportiva en Osasuna.

## Trayectoria
Tras su paso por diferentes clubes de su comarca, entre los que podemos destacar el C.D. Ribaforada, Enériz debutó en el Osasuna en la división de plata del fútbol español, previo paso por su filial. Jugó con el dorsal "11" un total de cuatro temporadas (desde el año 1995 al 1999), en las que llegó a marcar siete goles. Después de un periplo por varios clubes, se retiró en el Aluvión de Cascante de Tercera División en la temporada 2006/07.
En junio de 2022 se le vio por Cintruénigo celebrando la fiesta de los Quintos 77 de dicha localidad.

## Clubes
| Club                  | País   | Año       |
| --------------------- | ------ | --------- |
| Club Atlético Osasuna | España | 1995-1999 |